# Toixó porcí
El toixó porcí (Arctonyx collaris) és un toixó gran originari del sud d'Àsia. Viu als boscos del sud de la Xina, Tailàndia, l'Índia, Malàisia i l'illa indonèsia de Sumatra. Té una llargada corporal de 55-70 cm amb una cua de 12-17 cm. Pesa entre 7 i 14 quilograms.